# Ostrogozhsk
Ostrogozhsk (tiếng Nga: Острого́жск) là thị trấn và trung tâm hành chính của huyện Ostrogozhsky ở tỉnh Voronezh, Nga, nằm bên sông Tikhaya Sosna (chi lưu của sông Đông), cách Voronezh 142 kilômét (88 mi) về phía nam. Theo điều tra năm 2010, dân số của thị trấn là 33,842.